# Paramo-Mäuse
Die Paramo-Mäuse (Thomasomys) sind eine im nordwestlichen Südamerika lebende Nagetiergattung aus der Gruppe der Neuweltmäuse. Sie umfassen rund 35 Arten.

## Merkmale
Diese Nagetiere erreichen eine Kopfrumpflänge von 9 bis 23 Zentimeter, der Schwanz misst 9 bis 33 Zentimeter. Das Gewicht beträgt je nach Art 60 bis 340 Gramm. Ihr Fell ist weich, seine Färbung variiert von olivgrau über rotbraun bis grauschwarz, die Unterseite ist meist heller. Der Schwanz ist relativ lang und behaart.

## Verbreitung und Lebensweise
Paramo-Mäuse leben im nordwestlichen Südamerika, ihr Verbreitungsgebiet reicht von Venezuela und Kolumbien über Ecuador bis Peru und Bolivien. Sie leben sowohl in Wäldern wie auch in der Vegetationszone des Paramo und kommen bis in 4200 Meter Höhe vor.
Über die Lebensweise ist wenig bekannt, neben baumbewohnenden gibt es auch bodenbewohnende Arten.
Laut IUCN ist keine der Arten bedroht, diese Angabe ist jedoch veraltet und beruht auf der mangelnden Kenntnis vieler Arten.

## Arten
Die genaue Anzahl der Arten und deren systematische Gliederung ist unbekannt, die Gattung bedarf einer Revision. Bisher wurden 46 Arten beschrieben.
- Die Apeco-Paramomaus (Thomasomys apeco) ist nur aus dem nördlichen Peru bekannt. Es ist die größte Art und wurde erst 1993 entdeckt.
- Die Gold-Paramomaus (Thomasomys aureus) ist von Venezuela bis Peru verbreitet.
- Die Kurzkopf-Paramomaus (Thomasomys baeops) bewohnt das westliche Ecuador.
- Die Seiden-Paramomaus (Thomasomys bombycinus) lebt im nördlichen Kolumbien.
- Die Weißschwanz-Paramomaus (Thomasomys caudivarius) kommt im mittleren und südlichen Ecuador vor.
- Die Graubauch-Paramomaus (Thomasomys cinereiventer) ist im südlichen Kolumbien beheimatet.
- Die Aschgraue Paramomaus (Thomasomys cinereus) lebt in Nordperu.
- Die Zimtfarbene Paramomaus (Thomasomys cinnameus) bewohnt das nördliche Ecuador.
- Die Daphne-Paramomaus (Thomasomys daphne) ist vom südlichen Peru bis zum westlichen Bolivien verbreitet.
- Die Peru-Paramomaus (Thomasomys eleusis) kommt im nördlichen Peru vor.
- Die Venezuela-Paramomaus (Thomasomys emeritus) hat ihr Verbreitungsgebiet im Nordwesten Venezuelas.
- Die Napo-Paramomaus (Thomasomys erro) bewohnt das nördliche Ecuador.
- Die Zierliche Paramomaus (Thomasomys gracilis) lebt im südlichen Peru.
- Die Hudson-Paramomaus (Thomasomys hudsoni) ist auf das südliche Ecuador beschränkt.
- Die Waldland-Paramomaus (Thomasomys hylophilus) bewohnt das östliche Kolumbien und das westliche Venezuela.
- Die Inka-Paramomaus (Thomasomys incanus) lebt in Zentralperu.
- Die Langschwanz-Paramomaus (Thomasomys ischyrus) ist im nördlichen und mittleren Peru verbreitet.
- Die Kalinowski-Paramomaus (Thomasomys kalinowskii) bewohnt das mittlere Peru.
- Die Ladew-Paramomaus (Thomasomys ladewi) lebt im nordwestlichen Bolivien.
- Die Weichfell-Paramomaus (Thomasomys laniger) kommt in Kolumbien und Venezuela vor.
- Die Großohr-Paramomaus (Thomasomys macrotis) wurde erst 1993 entdeckt und ist auf das nördliche Peru beschränkt.
- Die Einfarbige Paramomaus (Thomasomys monochromos) lebt im nördlichen Kolumbien.
- Die Schneefuß-Paramomaus (Thomasomys niveipes) ist im mittleren Kolumbien beheimatet.
- Die Edle Paramomaus (Thomasomys notatus) bewohnt das südöstliche Peru.
- Die Ashaninka-Paramomaus (Thomasomys onkiro) wurde erst 2002 entdeckt und lebt in Südostperu.
- Die Bolivien-Paramomaus (Thomasomys oreas) lebt in Südperu und Westbolivien.
- Die Eigentliche Paramomaus (Thomasomys paramorum) kommt in Ecuador vor.
- Thomasomys pardignasi kommt in Ecuador vor.
- Die Popayan-Paramomaus (Thomasomys popayanus) bewohnt das südliche Kolumbien.
- Die Cajamarca-Paramomaus (Thomasomys praetor) lebt in Nordwestperu.
- Die Rotrücken-Paramomaus (Thomasomys pyrrhonotus) ist in Südecuador und Nordperu beheimatet.
- Thomasomys rhoadsi kommt im nördlichen Ecuador vor.
- Die Rotnasen-Paramomaus (Thomasomys rosalinda) lebt im nördlichen Peru.
- Die Wald-Paramomaus (Thomasomys silvestris) bewohnt das nördliche Ecuador.
- Die Taczanowski-Paramomaus (Thomasomys taczanowskii) ist aus Nordperu und Westbolivien bekannt, das genaue Verbreitungsgebiet ist unklar.
- Die Ucucha-Paramomaus (Thomasomys ucucha) wurde 2003 erstbeschrieben und lebt in Nordecuador.
- Die Schöne Paramomaus (Thomasomys vestitus) lebt in Westvenezuela.
- Die Pichincha-Paramomaus (Thomasomys vulcani) bewohnt Ecuador.

Gemeinsam mit den ebenfalls in den Anden des nördlichen Südamerikas lebenden Gattungen Kolumbianische Waldmaus (Chilomys), Andenmäuse (Aepeomys) und Neuweltklettermäuse (Rhipidomys) bilden sie den Tribus der Thomasomyini. Mit in Südostbrasilien lebenden Gattungen wie den Atlantischen Waldratten (Delomys) dürften sie entgegen früheren Vermutungen nicht nahe verwandt sein.